# Retamim
Retamim (hebreiska: רתמים) är en ort i Israel.   Den ligger i distriktet Södra distriktet, i den södra delen av landet. Retamim ligger 264 meter över havet och antalet invånare är 214.
Terrängen runt Retamim är platt. Runt Retamim är det ganska glesbefolkat, med 42 invånare per kvadratkilometer. Närmaste större samhälle är Revivim, 3,2 km öster om Retamim. Trakten runt Retamim är ofruktbar med lite eller ingen växtlighet.